# Scellus exustus
Scellus exustus är en tvåvingeart som först beskrevs av Walker 1852.  Scellus exustus ingår i släktet Scellus och familjen styltflugor. Inga underarter finns listade i Catalogue of Life.